# Placa cerámica decorada

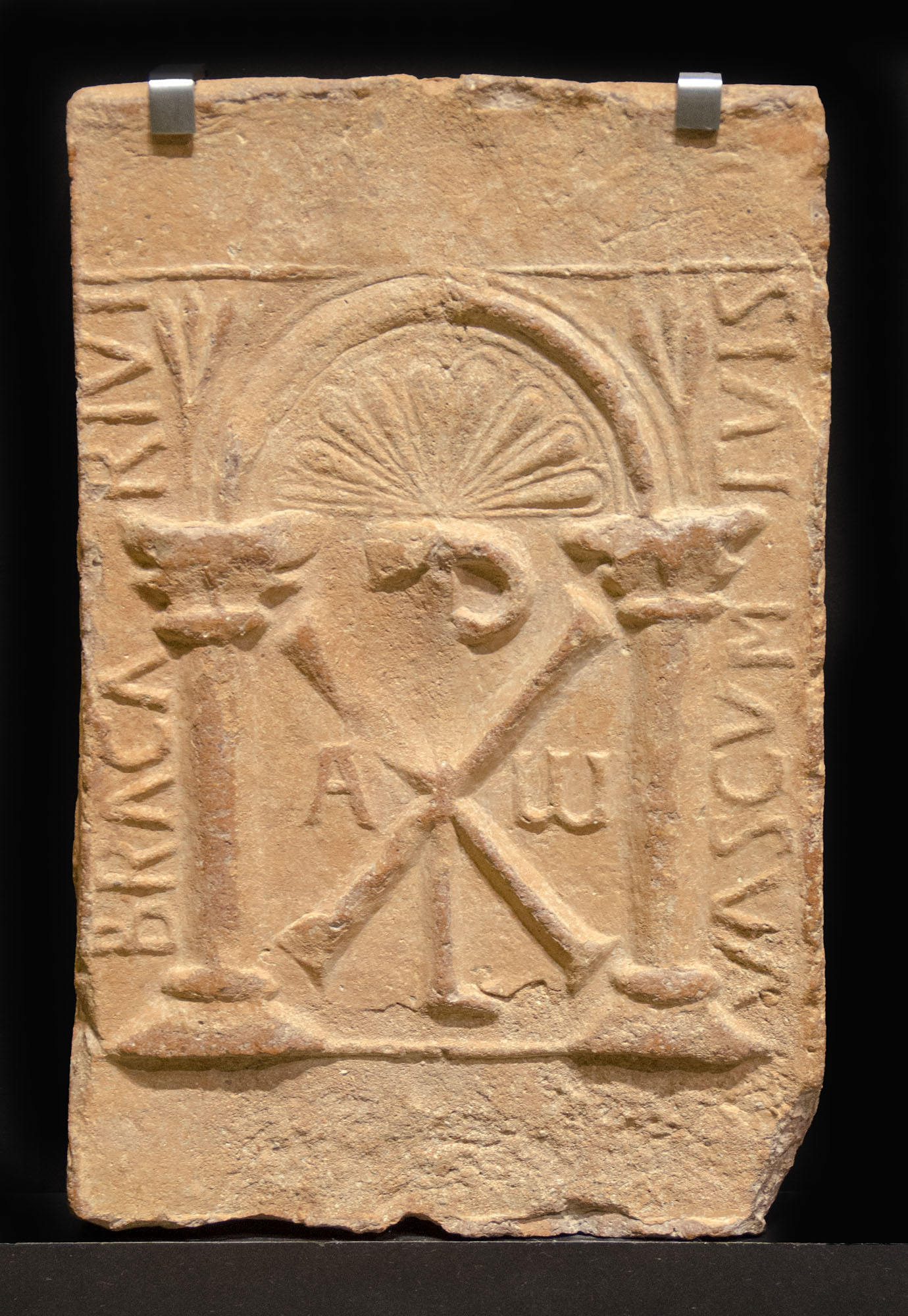
Placa con crismón de la serie Bracario, Museo Arqueológico de Córdoba

Las placas cerámicas decoradas son ladrillos paleocristianos con relieve, realizados a molde, utilizados en la arquitectura de la Antigüedad Tardía en el sur de la península ibérica, con dos centros de producción identificados en el valle de Guadalquivir. Los motivos son, en su mayoría, religiosos (en especial, el crismón), aunque también existen ejemplos zoomórficos y vegetales. No se conoce su funcionalidad exacta, aunque se ha propuesto su uso como elementos funerarios o, más recientemente, como elementos onrnamentales en los techos.